# Die Kugel (Tafelservice)
Das ineinander stapelbare Tafelservice Die Kugel  (La Boule, Sphere) wurde 1971 von Helen von Boch (1938–2007) gemeinsam mit dem italienischen Keramiker Federigo Fabbrini (1928–2007) für die Porzellanmanufaktur Villeroy & Boch entworfen. Es wurde ab 1972 zunächst in zwei Farbstellungen produziert; später wurden limitierte Auflagen in Sonderfarben und Künstler-Designs entworfen. 2020 wurde das Service in sechs Dekorvarianten neu aufgelegt.

## Beschreibung
Das Tafelservice für vier Personen aus 19 Einzelteilen wurde als erstes Service der Serie Avantgarde auf den Markt gebracht. Die Avantgarde-Serie, die Anfang der 1970er Jahre in den Markt eingeführt wurde, sollte einen modernen Gegenentwurf zu den traditionellen Fayence- und Steingutservices der Firma Villeroy & Boch markieren und sich auch an jüngere Käuferschichten richten.
Das 19-teilige Steingutservice Die Kugel besteht aus vier flachen Tellern, vier tiefen Tellern, vier Kompottschälchen, Terrine mit Deckel, einer Servierplatte und einer Gemüse- und Salatschüssel und lässt sich zu einer Kugel mit integriertem Henkel von 28 cm Durchmesser zusammensetzen.
Das Service wurde zunächst in den Farbstellungen grün-gelb-orange und braun-weiß-cognac produziert. 2020 wurde eine Neuauflage des Services  in den Farbstellungen Iconic Black, Iconic White, Iconic Black and White, Icon Stripe sowie in den farbigen Dekoren Iconic Memphis und Toy's Delight La Boule auf den Markt gebracht.
Für das Produktdesign des Geschirrs wurde Helen von Boch 1972 mit dem IF-Produkt-Design-Award ausgezeichnet.
Im Jahr 1998 erschien eine limitierte Jubiläumsauflage der Kugel in weiß glasiertem Steingut mit einem schwarzen Dekor von Rosemarie Benedikt. Darüber hinaus wurde ein auf 250 Stück limitiertes, ursprünglich speziell als Messemuster gefertigtes, indigofarbenes Service hergestellt, das heute unter anderem im Musée National d’Histoire et d’Art in Luxemburg ausgestellt wird.
Als Pendant zum Tafelservice für den Outdoor-Einsatz wurde von Villeroy & Boch das Picknick-Geschirr La Bomba aus Melamin entworfen, wobei das Geschirr mit einem Besteck ergänzt wurde und in einem Transportnetz aufbewahrt wird.
Zum 275. Firmenjubiläum im Jahr 2023 wurde mit La Boule Paradiso eine Jubiläumsedition auf den Markt gebracht, die das historische blaue Kupferstichdekor Paradiso neu interpretiert.

## Rezeption
Das Tafelservice wird heute als Designobjekt in verschiedenen Museen, unter anderem im Museum of Modern Art in New York, Dallas Museum of Art, im Musée des Arts décoratifs in Paris und im Grassi Museum für Angewandte Kunst in Leipzig gezeigt und erreicht auf internationalen Kunstauktionen Preise von etwa 700 Euro; limitierte Editionen entsprechend ein Vielfaches.
Im Jahr 2015 wurde das Service in grün-gelb-oranger Farbstellung im Museum für Angewandte Kunst Köln während der Sonderausstellung SYSTEM DESIGN. Über 100 Jahre Chaos im Alltag gezeigt.  Das Geschirrservice wurde 2015 ebenfalls in der Sonderausstellung Die kreativen Bochs – Zehn Generationen künstlerische Begabung in mehreren Städten in Deutschland und in Luxemburg gezeigt.